# NGC 6983
NGC 6983 é uma galáxia espiral (Sab) localizada na direcção da constelação de Microscopium. Possui uma declinação de -43° 59' 10" e uma ascensão recta de 20 horas, 56 minutos e 43,5 segundos.
A galáxia NGC 6983 foi descoberta em 2 de Setembro de 1836 por John Herschel.